# Полі(p-фенілен)

Структурна одиниця PPP

Полі(p-феніле́н) (PPP) (читається полі-пара-фенілен) — ненасичений полімер, органічний напівпровідник, структурною одиницею якого є p-фенілен — двовалентний радикал бензену. Електропровідність полімеру збільшується при окисненні або легуванні домішками. 

## Зовнішні посилання
- Rigid-rod polymer host